# Helmslot
Een helmslot is een afsluitbare beugel aan een motorfiets om een helm aan te hangen.
Dit systeem zat tot voor kort aan elke motorfiets, maar werd nauwelijks door motorrijders gebruikt. De helm hing er meestal met de open kant naar boven aan en op die manier kon de voering nat worden door regen. Tegenwoordig zijn motoren vaak voorzien van koffersets waar vaak zelfs twee integraalhelmen in passen. Bij grote evenementen, zoals motorbeurzen en wedstrijden, is er vaak een helmgarderobe.